# Most Evropy
Most Evropy (Europabrücke) je nejvýznamnějším místem dálnice A13 (Brennerské) v Rakousku. Překonává Wippskou dolinu jižně od Innsbrucku v Tyrolsku. S výškou 190 m nad zemí byl v době svého dokončení v roce 1963 asi po dobu 10 let nejvyšším mostem v Evropě a také nejvyšší pilíř, s výškou 146,5 metrů, byl nejvyšším mostním pilířem na světě. V současnosti je to nejvyšší most v Rakousku.

## Poloha
Asi 7 km nad Innsbruckem překlenuje most údolí Wipptal mezi obcemi Patsch a Schönberg. Na severním konci mostu se nachází dálniční sjezd Patsch-Igls na Brennerské dálnici u obce Patsch, na jižním konci je to parkoviště Europabrücke (obec Schönberg) s památkově chráněnou kaplí Europakapelle. Pod mostem jsou budovy vodní elektrárny Sillwerk, most lemuje po východní straně silnice 182 a na západním svahu údolí, částečně v tunelu, brennerská železniční trať.

## Historie

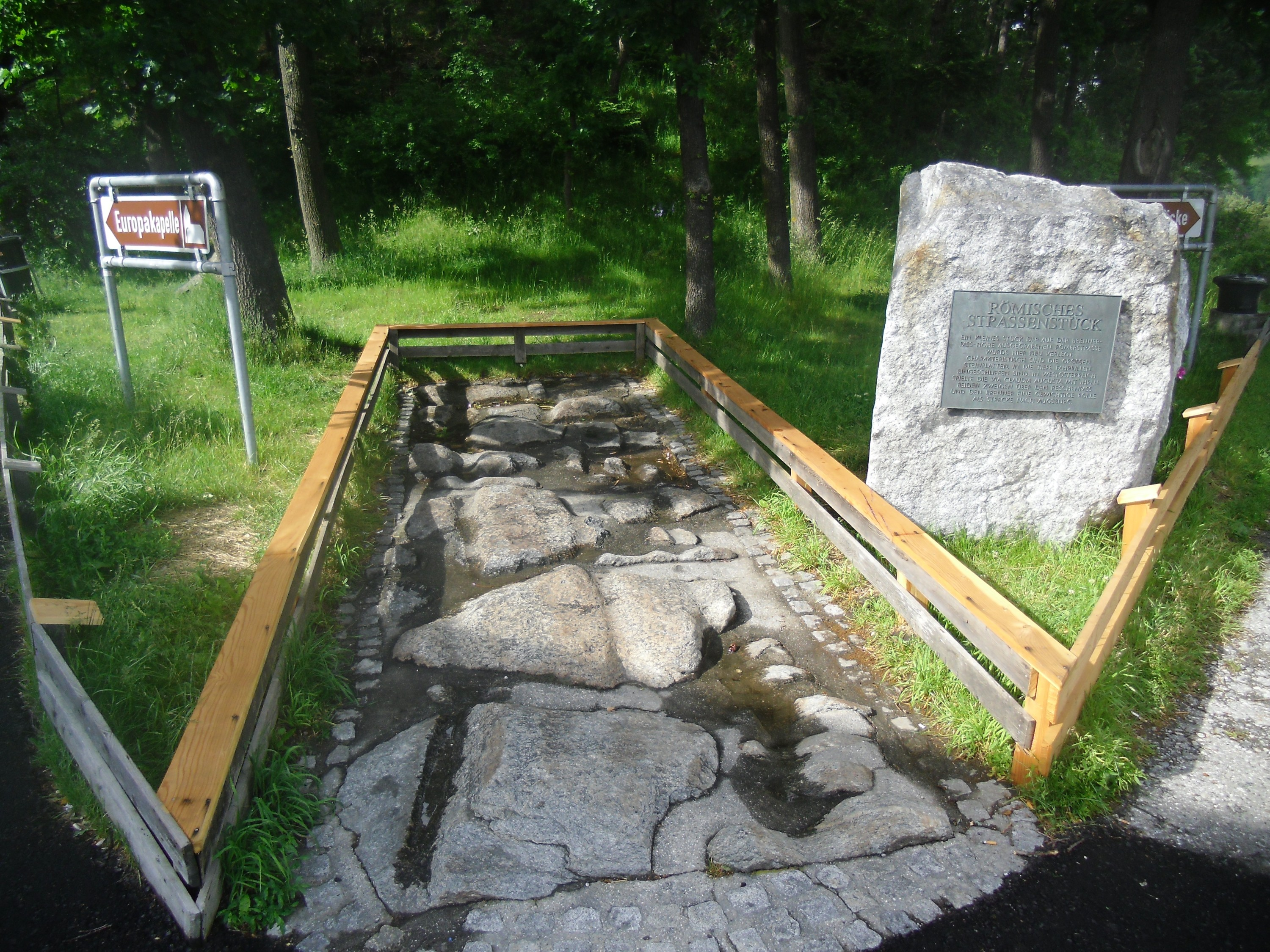
Část římské silnice na parkovišti Mostu Evropy

Cesta přes Brennerský průsmyk je jednou z nejvýznamnějších historických cest ve Střední Evropě. Trasa cesty Via Raetia z římských časů byla zvolena jako první část, vedla prudkým stoupáním přes Unterberg (most Stephansbrücke) k obci Schönberg na východní, vhodnější straně údolí. Tuto trasu také kopírovaly všechny ostatní cesty až po Brennerskou silnici.

### Plánování

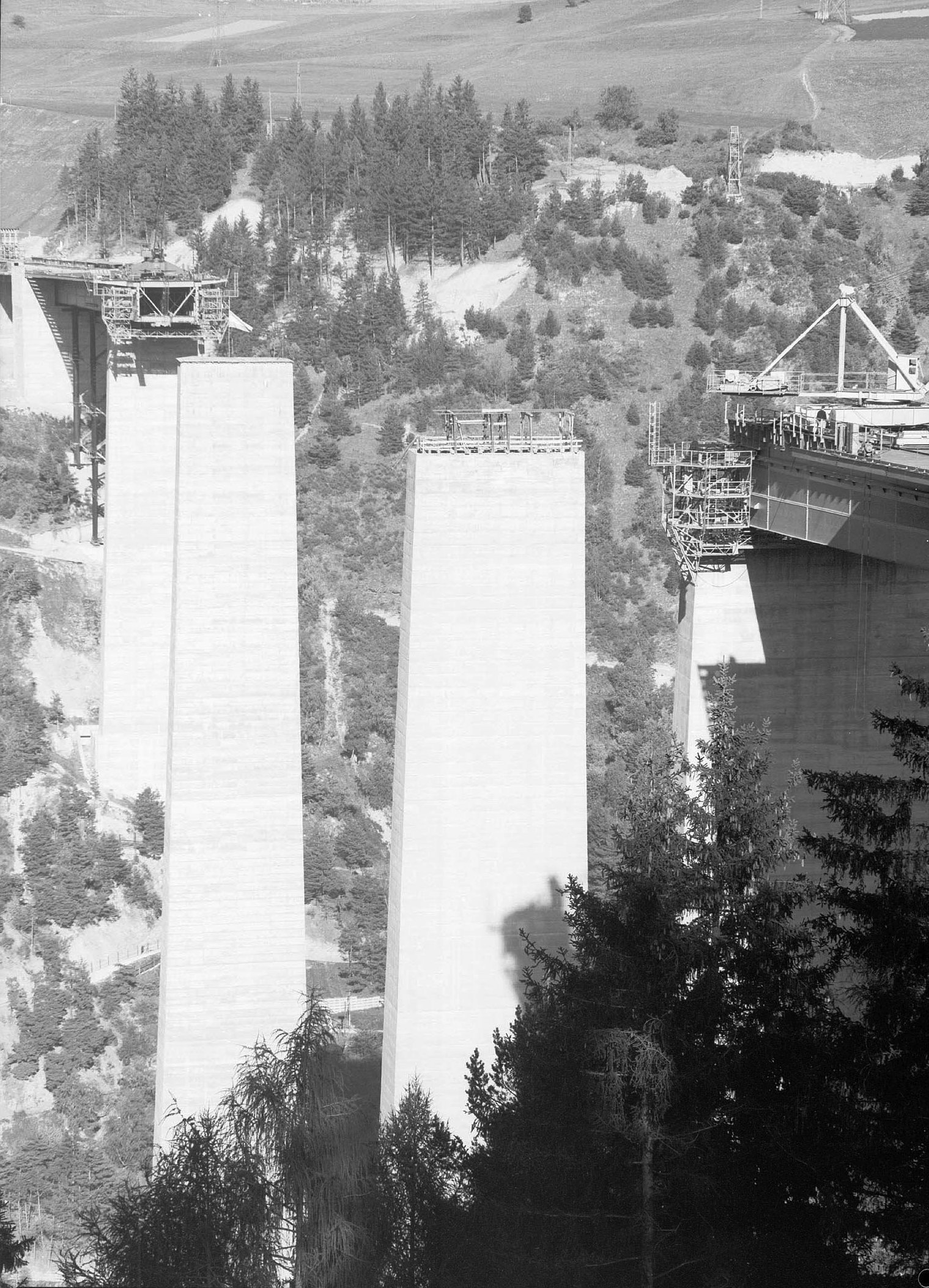
Most Evropy ve výstavbě (1962)

V roce 1957 byla poprvé zvažována výstavba dálnice přes Alpy. Mezi Innsbruckem a Brennerským průsmykem musel být na vzdálenosti 34,5 km překonán výškový rozdíl 772 m, maximální sklon trasy ale neměl překročit 6%. Proto se zdálo jediným smysluplným řešením stoupání podél řeky Sill stejně jako v případě Brennerské železniční trati.
V průběhu šedesátých let byl tento projekt výstavby horské silnice přes Brenner změněn. Původně výstavba mostu v plánech Brennerské dálnice nebyla. Díky intervenci občanů Schönbergu, kteří doufali v oživení cestovního ruchu v oblasti Stubai, byl změněn průběh cesty z jedné strany údolí na druhou, což mělo za následek výstavbu mostu.
Pro nabídkové řízení v prosinci roku 1958 byl vytvořen oficiální předběžný návrh, který počítal se čtyřproudovým, 17 m vysokým trámovým mostem. V rámci nabídek byla předložena celá řada alternativních projektů, mimo jiné obloukový trubkový most s rozpětím 410 m, železobetonové obloukové mosty o rozpětí 280 a 270 m, stejně jako plán společnosti Waagner-büro a VÖEST – na trámový most, který byl nakonec zrealizován.
V průběhu zadání byl přidán další pruh pro pomalá vozidla a most byl z toho důvodu rozšířen z 20,00 m na 21,60 m. Při detailním plánování nastaly další změny, jako například doplnění svodidel do středního dělicího pásu. Po vypracování podrobné studie a výpočtů byla deska opět rozšířena na 22,20 m. Tím most získal kromě čtyř pruhů navíc pruh pro pomalá vozidla do stoupání a na obou stranách zábradlím chráněné úzké chodníky. Silnice ve stoupajícím směru byla široká mezi svodidly 10,60 m, zatímco v opačném směru má šířku pouze 8,30 m, takže střední dělicí pás je mírně vychýlen od osy mostu.

### Výstavba
25. dubna 1959 symbolicky zahájil stavbu spolkový ministr pro obchod a rekonstrukce Fritz Bock společně s guvernérem Tyrolska Hansem Tschiggfreyem. Při té příležitosti získal doposud nazývaný projekt Sillbrücke III nový název Most Evropy.
17. listopadu 1963 byl most kancléřem Alfonsem Gorbachem zprovozněn se slovy „[...] spojuje v míru a svobodě národy Evropy [...]“.
Když byl most mezi lety 1959 až 1963 postaven, byl nejvyšší stavbou tohoto typu v Evropě, dosahující výšky 190 m nad zemí. Millauský viadukt mu však tento titul odebral dne 14. prosince 2004, kdy byl otevřen. Od té doby byl most několikrát zesílen a rekonstruován.

## Popis

### Obecně
Celkem 815 m dlouhá mostní konstrukce z předpjatého betonu se skládá z předmostí dlouhého 120 m, začínajícího na patě mostu, přechodové části a z 657 m dlouhé hlavní mostovky s pěti železobetonovými pilíři, která nese vozovku z ortotropní desky podepřené ocelovým dutým trámovým nosníkem. Hlavní most končí na předmostí Schönberg.
Ve své době byl Most Evropy svou výškou 190 m nad hladinou řeky nejvyšším mostem v Evropě. Své prvenství ztratil v roce 1973, kdy jej překonal viadukt Mala-Rijeka a v roce 1974 Viadotto Italia a Viadotto Sfalassà v Kalábrii.
Předmostí opisuje ve svém půdorysu oblouk o poloměru 400 m, který kousek před přechodovou částí přechází do spirály. Tento přechodový oblouk zasahuje ještě 39 m do druhého pole hlavní mostovky. Také přechodovou část u Schönbergu tvoří oblouk, který začíná asi v polovině posledního pole před opěrou.
Vozovka klesá na celé své délce ve směru na Innsbruck o 4,05 %.
Původní šířka 22,20 m byla v roce 1984 zvětšena o 1,2 m na každé straně na celkovou šířku 24,6 m. Od té doby má most v každém směru jízdy tři jízdní pruhy, přičemž pravý slouží pro pomalou jízdu těžké nákladní dopravy. Doplněny byly také vysoké ploty na obou stranách, které lemují chodník.

### Předmostí
Předmostí má 120 m dlouhý spojitý nosník vozovky tvořený spojitým sedmikomorovým trámovým nosníkem z předpjatého betonu, který ve svém půdorysu opisuje oblouk s poloměrem 400 m. Jako podpěry slouží tři železobetonové kyvné stěny, které jsou 65 cm silné a až 15 m vysoké. Vzdálenosti podpěr mezi podpěrou Patsch a přechodovou deskou jsou 27 + 33 + 33 + 27 m.

### Pilíře
Hlavní mostovka spočívá na pěti železo-betonových pilířích, z nichž nejvyšší je prostřední pilíř s výškou 146,5 m. V době svého dokončení byl nejvyšším mostním pilířem světa, až v roce 1974 ho překonal pilíř Viadotto Rago v Kalábrii svou výškou 150 m. Pilíře se od základu směrem k vrcholu zužují o 2,5 %, tedy jejich průřez se zmenšuje s rostoucí výškou. Mají tříkomorový dutý průřez, přičemž obě vnitřní stěny jsou silné 45 cm, zatímco tloušťka venkovní zdi klesá od 55 cm do 35 cm. Stěny jsou uvnitř zesíleny vodorovnými příčnými rámy se vzájemnou vzdáleností 20 cm.
Osy pilířů jsou vzájemně vzdáleny 81 + 108 + 198 + 108 + 81 + 81 m. Vrchní stavba je pevně uložena na obou stranách hlavního rozpětí na pilířích II a III, jinak je uložena na válečkových ložiskách.

### Vrchní stavba
657 m dlouhá vrchní stavba hlavního mostu je tvořena spojitým ocelovým dutým rámem s deskou vozovky zesílenou příčnými výztuhami. Rám je 10,0 m široký a na rozpětí přes 198 m si zachovává výšku 7,7 m. Kromě hlavního rozpětí se rovnoměrně mění výška rámu od 5,6 m u opěry Patsch na 4,7 m u vzdálenější a výše položené opěry Schönberg. Původně byla šířka mostovky 6,10 m na obou stranách, od roku 1984 byla úspěšně rozšířena na 7,30 m. Vrchní stavba byla postavena technologií letmé betonáže. Vozovka byla několikrát obnovena a původně byla opatřena 5 cm silnou vrstvou asfaltu.
Pro kontrolu spodní strany vrchní stavby byl nejprve sestaven inspekční vozík pojíždějící po kolejích, které jsou namontovány pod nosnou deskou na stranách trámového nosníku. Jeho výšku lze nastavit na odpovídající výšku nosníku. Aby mohl projet kolem pilířů, je ve středu rozdělen a obě poloviny mohou stranově vybočovat. Navíc musí obě poloviny projet krátkou trať nad pilířem po druhé kolejnici ve spodní části stěny nosníku. Později byl doplněn druhý vozík. Oba byly v roce 1996 přepracovány a vylepšeny.

### Materiál
Pro stavbu Mostu Evropy bylo přemístěno 55 000 m³ zeminy a kamene, prostavěno bylo 70 000 m³ betonu a 1400 tun betonářské oceli, 60 tun oceli do předpjatého betonu, ocelových konstrukcí je 6000 tun.

## Provoz
Brennerská dálnice je jednou z nejdůležitějších severo-jižních tras v Evropě. Průměrný denní průjezd vozidel za rok 2001 byl přibližně 40 000 a špičkový průjezd přes 70 000 vozidel včetně těžké dopravy, která tvoří 15,9 %.

## Zajímavá fakta
Stavba mostu si vyžádala 22 lidských životů. Zřejmě z neznalosti faktu, že pilíře jsou duté, udržuje se pevně moderní pověst, že při stavbě pilířů do výšky nebylo možné vyprostit nešťastné dělníky, protože by mohlo dojít k narušení statiky, a proto jsou v pilířích mostu zabetonováni někteří dělníci.
Most Evropy je motivem mnoha uměleckých vyobrazení a je populárním fotografickým motivem (nejvhodnější místo je u kaple na horním parkovišti). Je také motivem některých poštovních známek. Jeho design včetně konstrukce spodní stavby je nejlépe vidět ze staré Brennerské silnice, která se plazí mnoha serpentinami k patám pilířů.
V rámcovém obranném plánu studené války hrál most, stejně jako celá dálnice A13, důležitou taktickou roli. Proto je stále vybaven několika uzavíracími zařízeními a šachtami pro nálože.

## Galerie

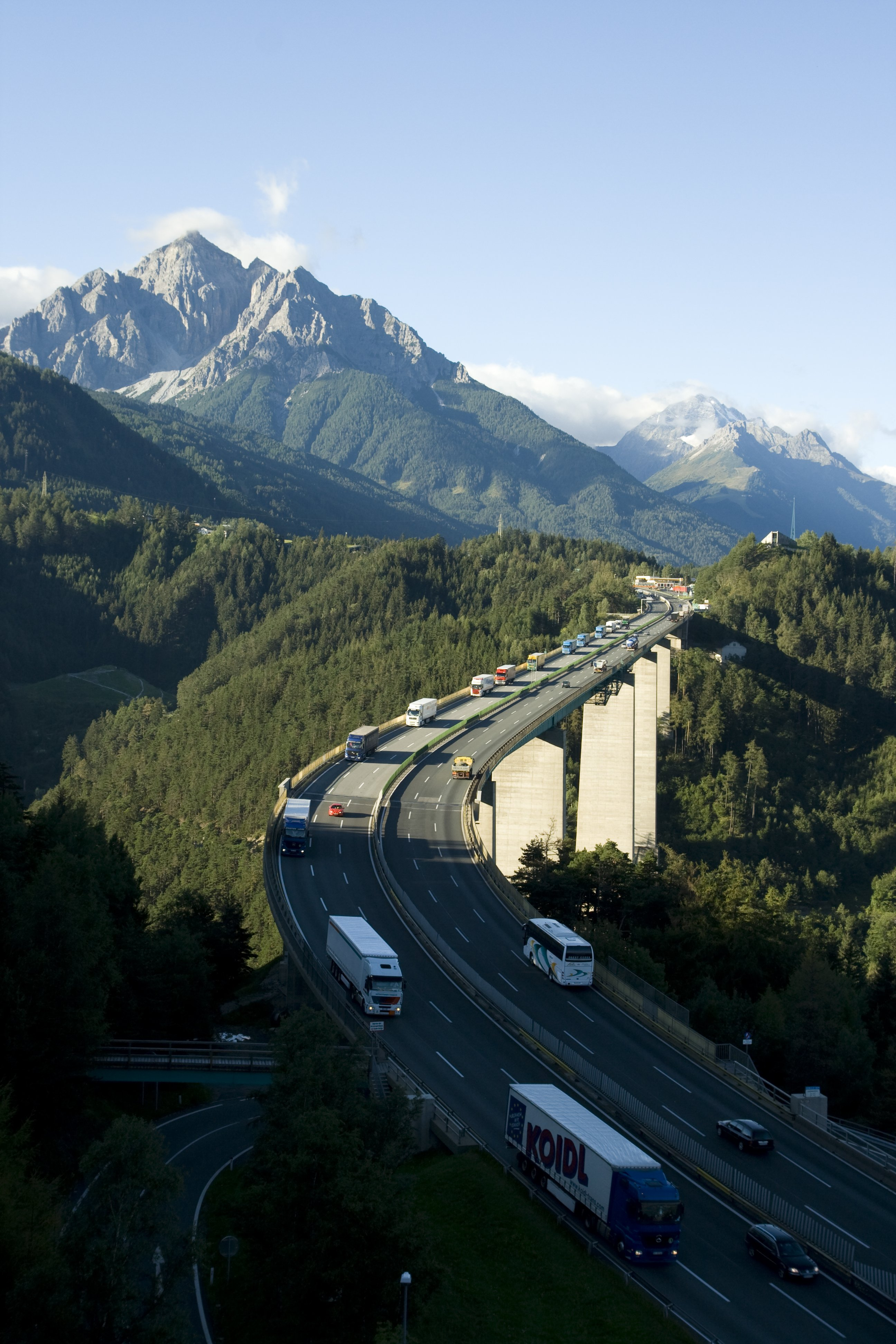
Most Evropy, v pozadí Serles
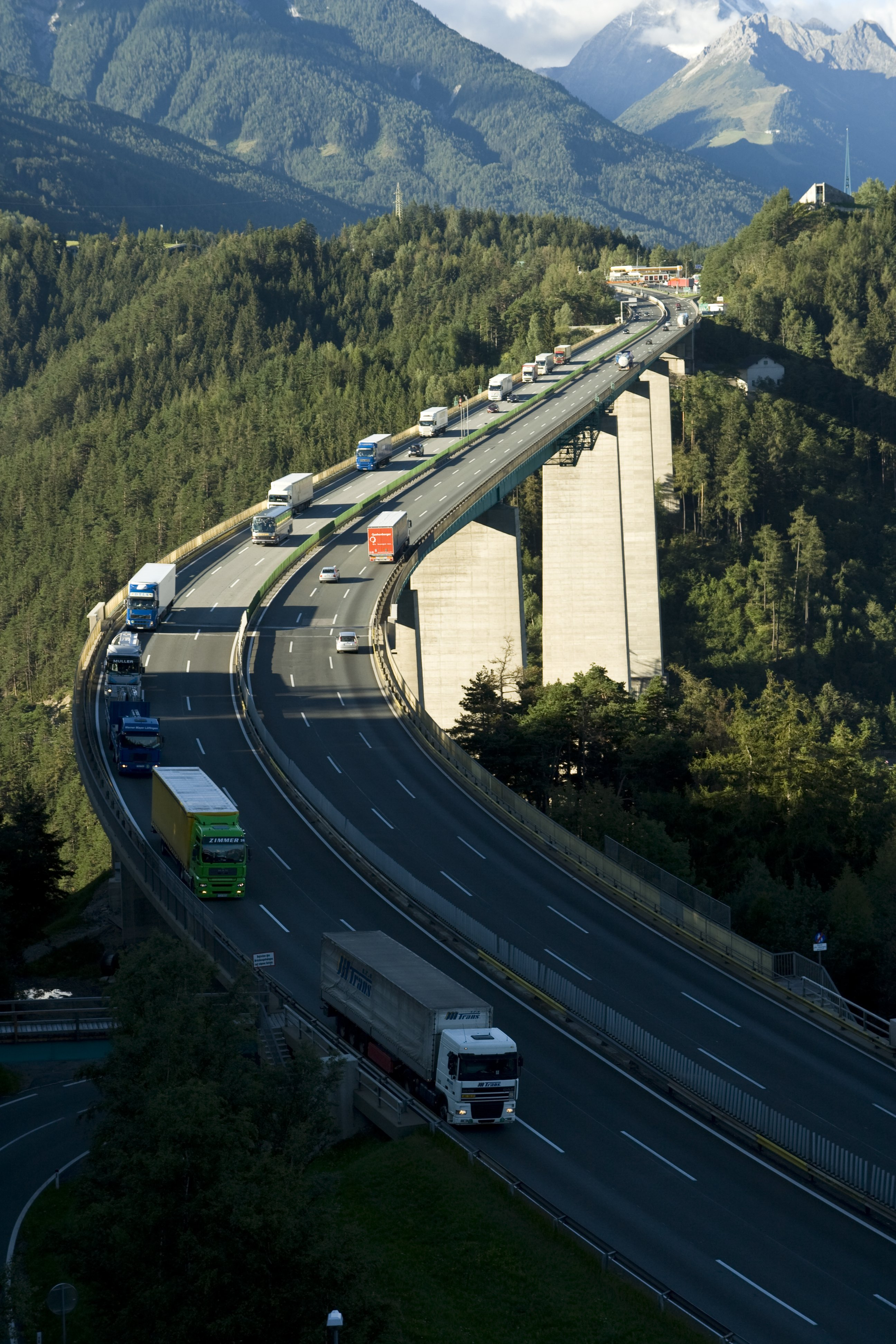
Most Evropy
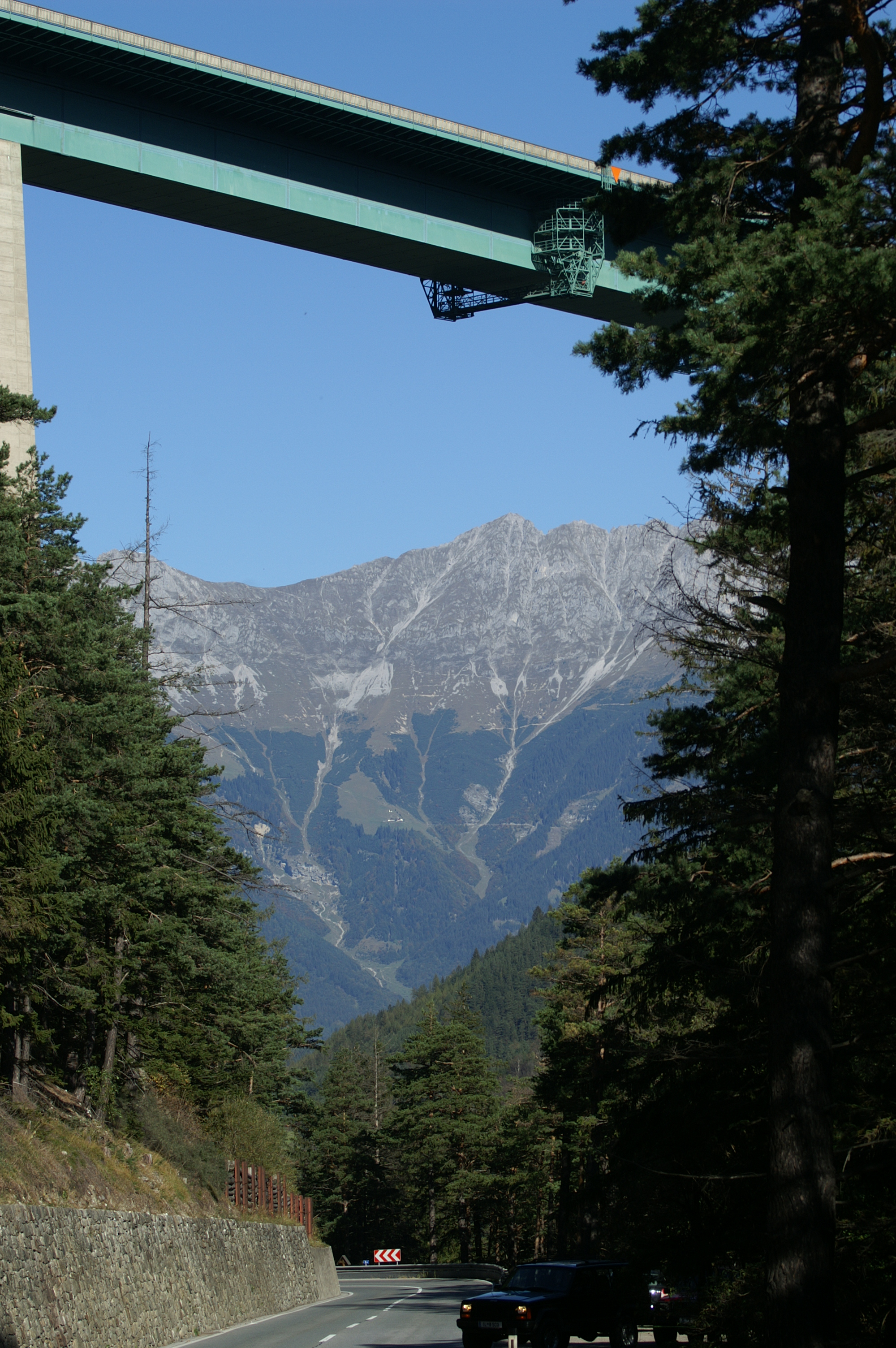
Most Evropy

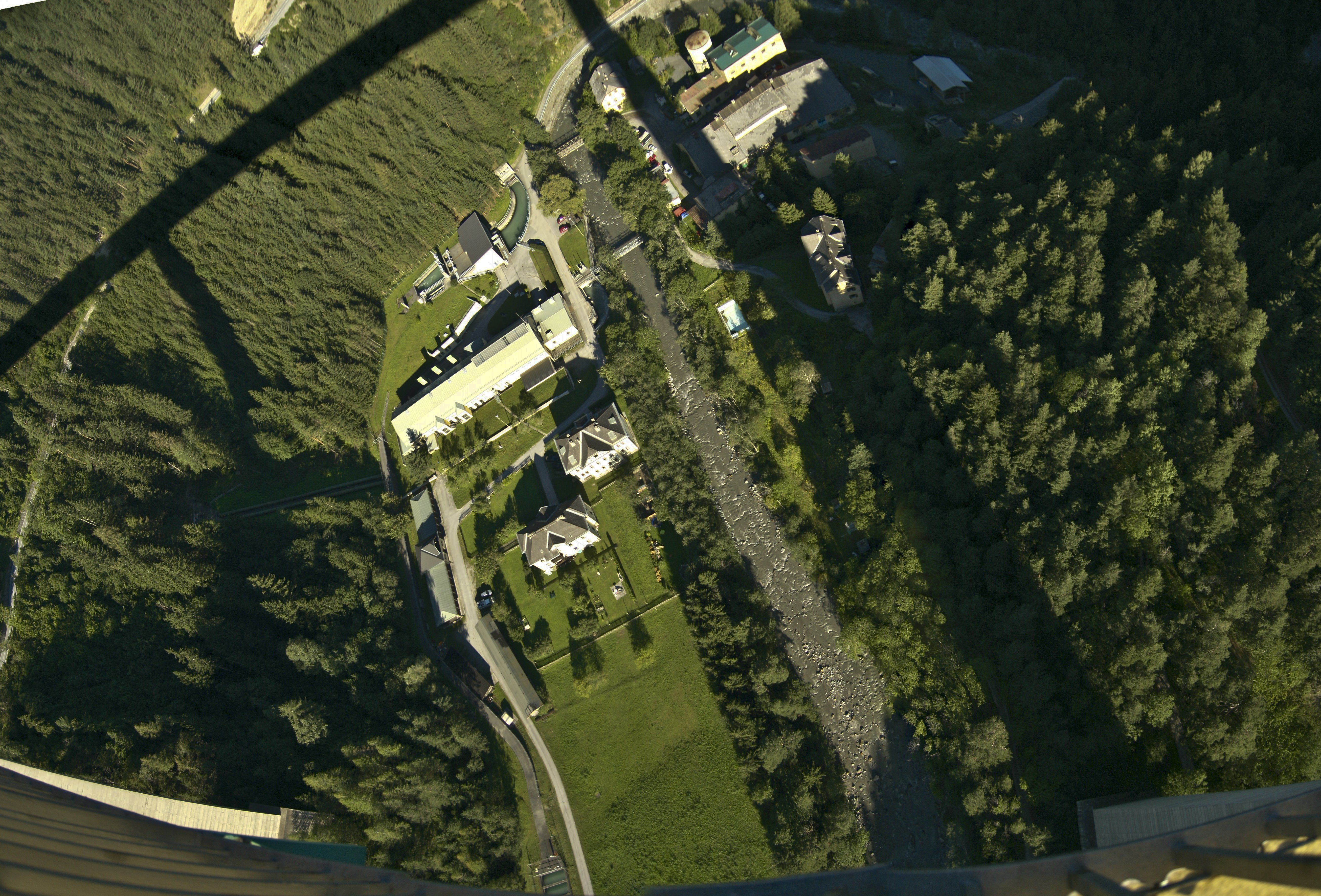
Most Evropy, pohled ze středu do údolí
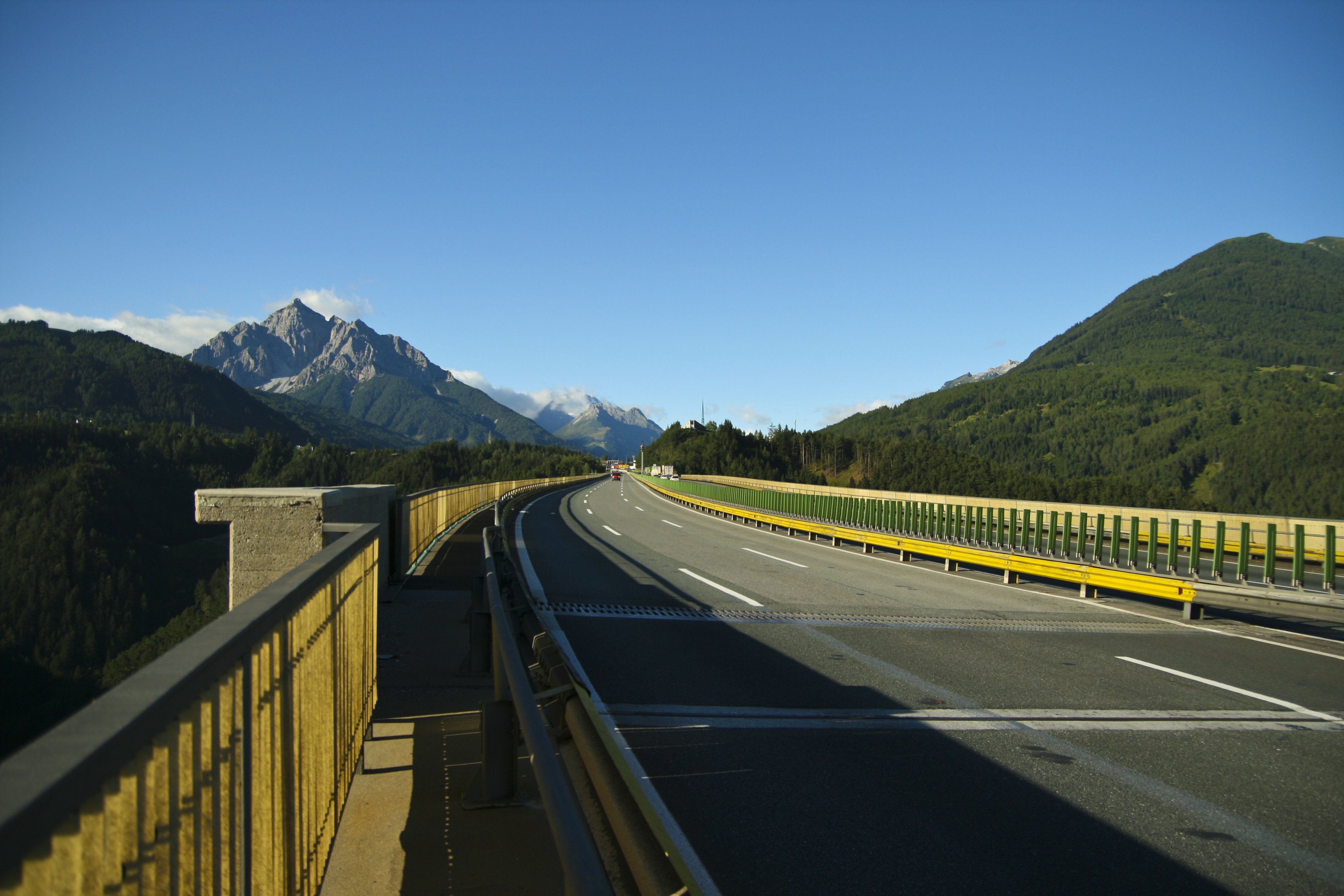
Na Mostě Evropy, pohled směrem na západ (22. srpen 2007)
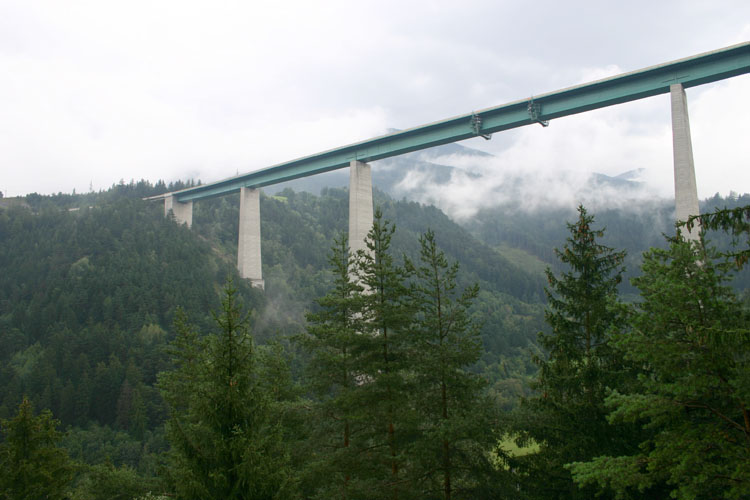
Pohled na Most Evropy z Brennerské silnice
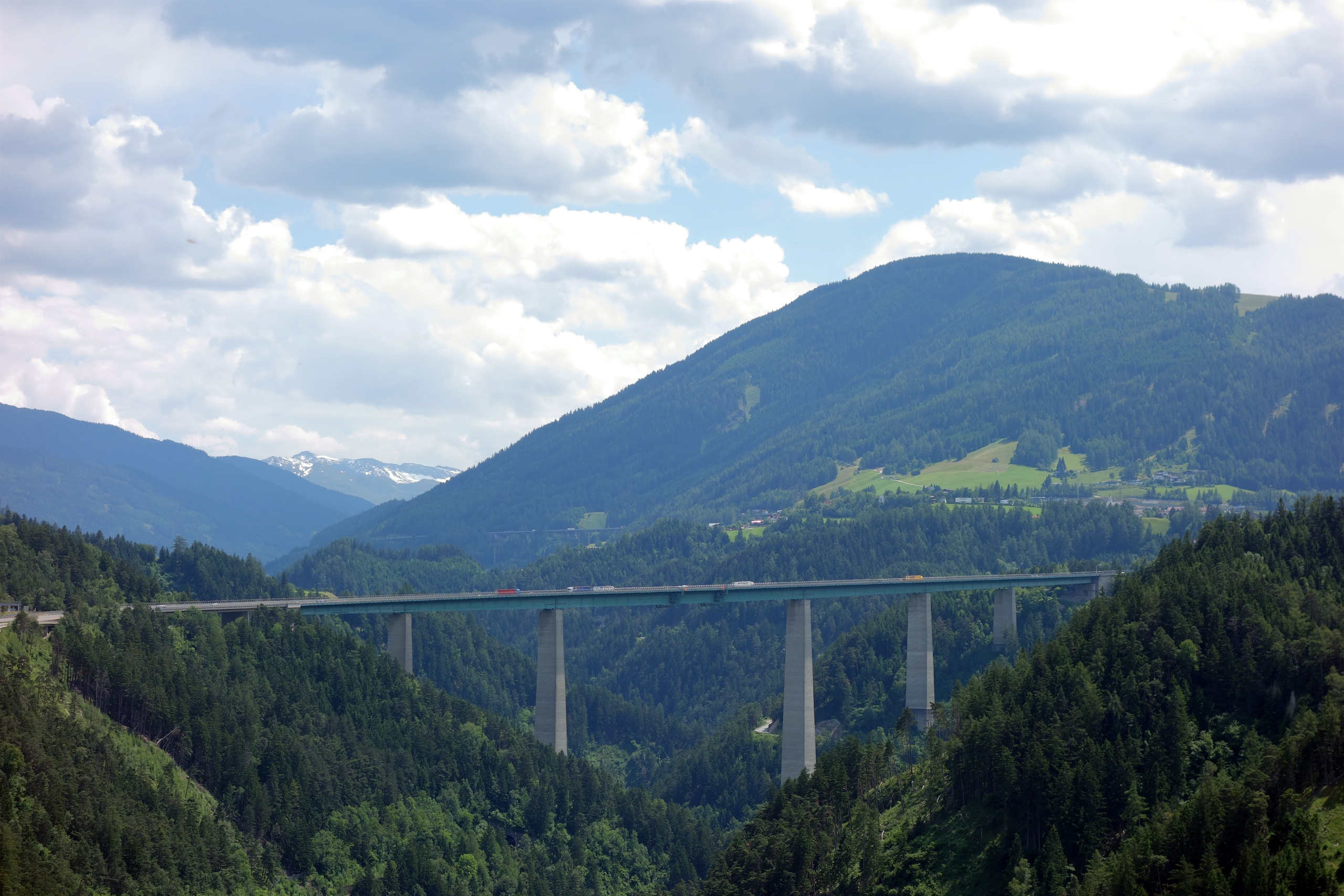
Pohled na Most Evropy (směrem na Jih)
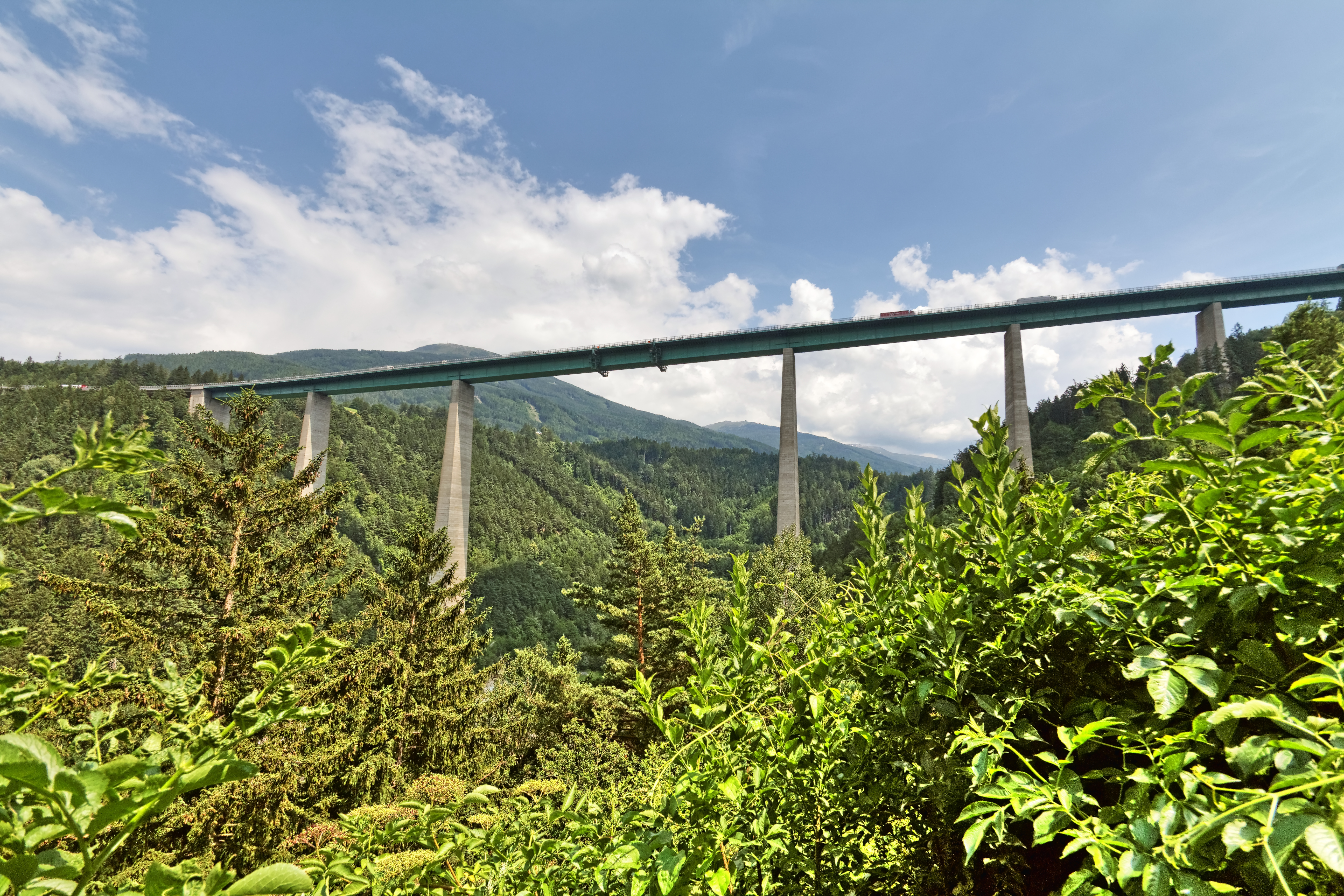
Most Evropy